# Jardin botanique de Deshaies

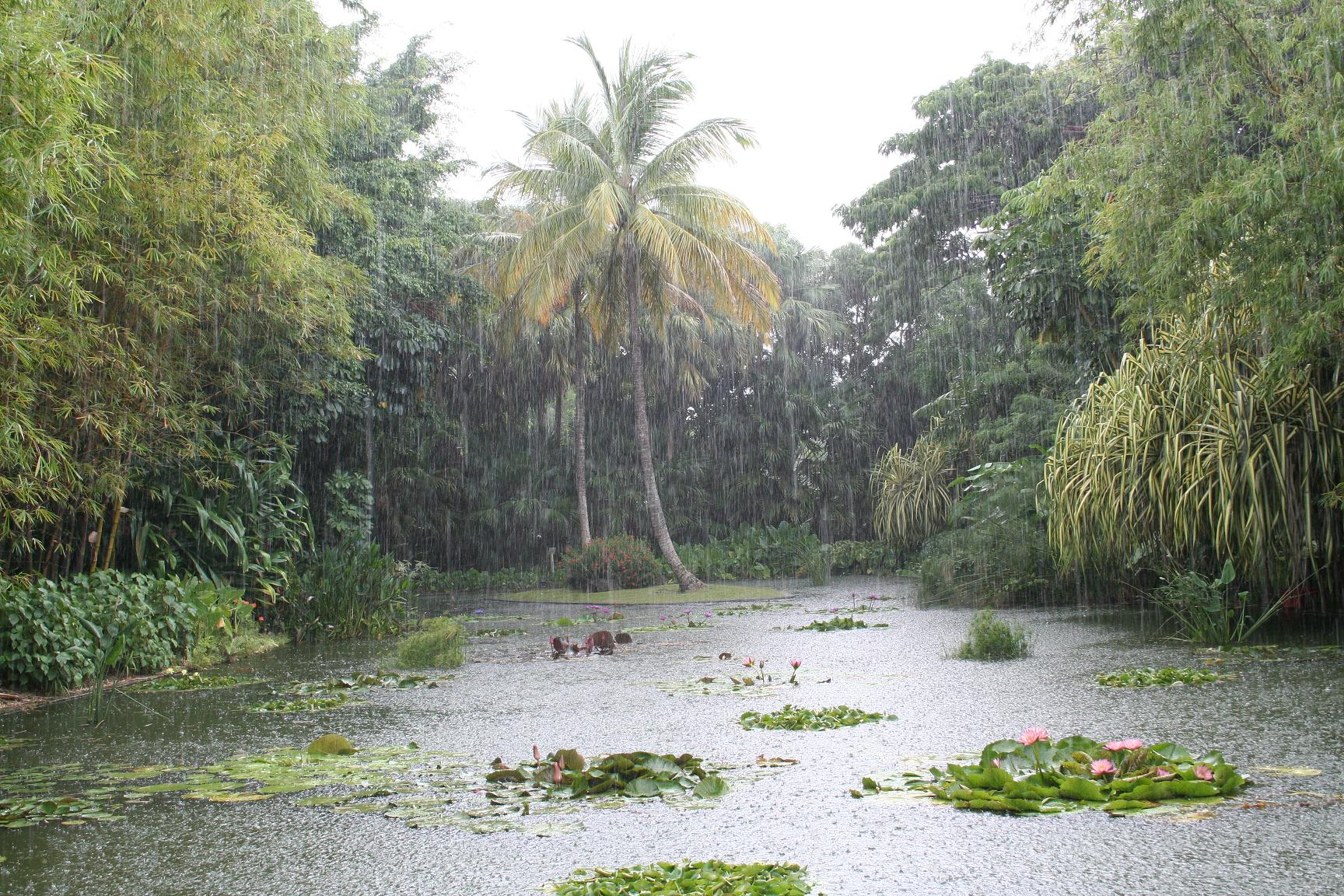
L'étang aux nénuphars, sous la pluie.

Le jardin botanique de Deshaies est un jardin botanique situé dans la commune de Deshaies, sur l'île de Basse-Terre, en Guadeloupe.
La propriété de 7 hectares a appartenu à différents propriétaires, tout d'abord Guy Blandin à qui l'on doit les quelques espèces de plantes rares présentes dans le parc, puis Coluche qui rachète la propriété en 1979, et enfin Michel Gaillard, qui rachète la propriété le 1er octobre 1991 et décide d'en faire un jardin public en 1998. Le jardin botanique de Deshaies n'ouvre ses portes au public que le 1er avril 2001. C'est actuellement un des lieux les plus visités de Guadeloupe.
Le parc a pour objectif de faire découvrir la richesse de la flore des Antilles et offre sur 1,5 km une quinzaine de thèmes différents, comme l'étang aux nénuphars, la volière aux loriquets, les orchidées, les bougainvilliers, le banian, la cascade, les cactus ou le tallipot.